# Metropolia Bamako
Metropolia Bamako – jedyna metropolia kościoła rzymskokatolickiego w Mali. Została ustanowiona 14 września 1955.

## Diecezje
- Archidiecezja Bamako
  - Diecezja Kayes
  - Diecezja Mopti
  - Diecezja San
  - Diecezja Ségou
  - Diecezja Sikasso

## Metropolici
- Pierre Louis Leclerc (1955-1962)
- abp Luc Auguste Sangaré (1962-1998)
- kard. Jean Zerbo (1998-2024)
- abp Robert Cissé (od 2024)